# Pedra Preta
Pedra Preta là một đô thị thuộc bang Mato Grosso, Brasil. Đô thị này có diện tích 4193,207 km², dân số năm 2007 là 15590 người, mật độ 3,72 người/km².